# Burger King
Burger King (BK) là một chuỗi nhà hàng thức ăn nhanh hamburger toàn cầu của Mỹ. Có trụ sở tại khu vực chưa hợp nhất của Hạt Miami-Dade, Florida, công ty được thành lập vào năm 1953 với tên Insta-Burger King, một chuỗi nhà hàng ở thành phố Jacksonville, Florida. Sau khi Insta-Burger King gặp khó khăn về tài chính vào năm 1954, hai thương hiệu nhượng quyền có trụ sở tại Miami là David Edgerton và James McLamore đã mua công ty và đổi tên thành "Burger King". Trong nửa thế kỷ tiếp theo, công ty đã đổi chủ bốn lần, với nhóm chủ sở hữu thứ ba, một đối tác của TPG Capital, Bain Capital và Goldman Sachs Capital Partners, đã đưa nó ra công chúng vào năm 2002. Vào cuối năm 2010, 3G Capital của Brazil đã mua lại phần lớn cổ phần của công ty, trong một thỏa thuận trị giá 3,26 tỷ USD. Các chủ sở hữu mới đã ngay lập tức khởi xướng việc tái cấu trúc công ty để đảo ngược vận may. 3G, cùng với đối tác Berkshire Hathaway, cuối cùng đã sáp nhập công ty với chuỗi cửa hàng bánh rán có trụ sở tại Canada, Tim Hortons, dưới sự bảo trợ của một công ty mẹ mới có trụ sở tại Canada có tên Restaurant Brand International.
Những năm 1970 là "Thời đại hoàng kim" của quảng cáo của công ty, nhưng bắt đầu từ đầu những năm 1980, quảng cáo Burger King bắt đầu mất tập trung. Một loạt các chiến dịch quảng cáo ít thành công được tạo ra từ một loạt quảng cáo của các đại lý quảng cáo được duy trì trong hai thập kỷ tiếp theo. Năm 2003, Burger King đã thuê công ty quảng cáo Crispin Porter + Bogusky (CP + B) có trụ sở tại Miami để tổ chức lại hoàn toàn quảng cáo của mình với một loạt các chiến dịch mới tập trung vào nhân vật Burger King -được thiết kế lại có biệt danh "The King"- kèm theo một nhân vật mới với sự hiện diện trực tuyến. Mặc dù rất thành công, một số quảng cáo của CP + B đã bị chế giễu vì nhận thức về chủ nghĩa phân biệt giới tính hoặc sự vô cảm về văn hóa. Chủ sở hữu mới của Burger King, 3G Capital, sau đó đã chấm dứt mối quan hệ với CP + B vào năm 2011 và chuyển quảng cáo của mình sang công ty McGarryBowen, để bắt đầu chiến dịch định hướng sản phẩm mới với quảng cáo mục tiêu theo nhân khẩu học mở rộng.

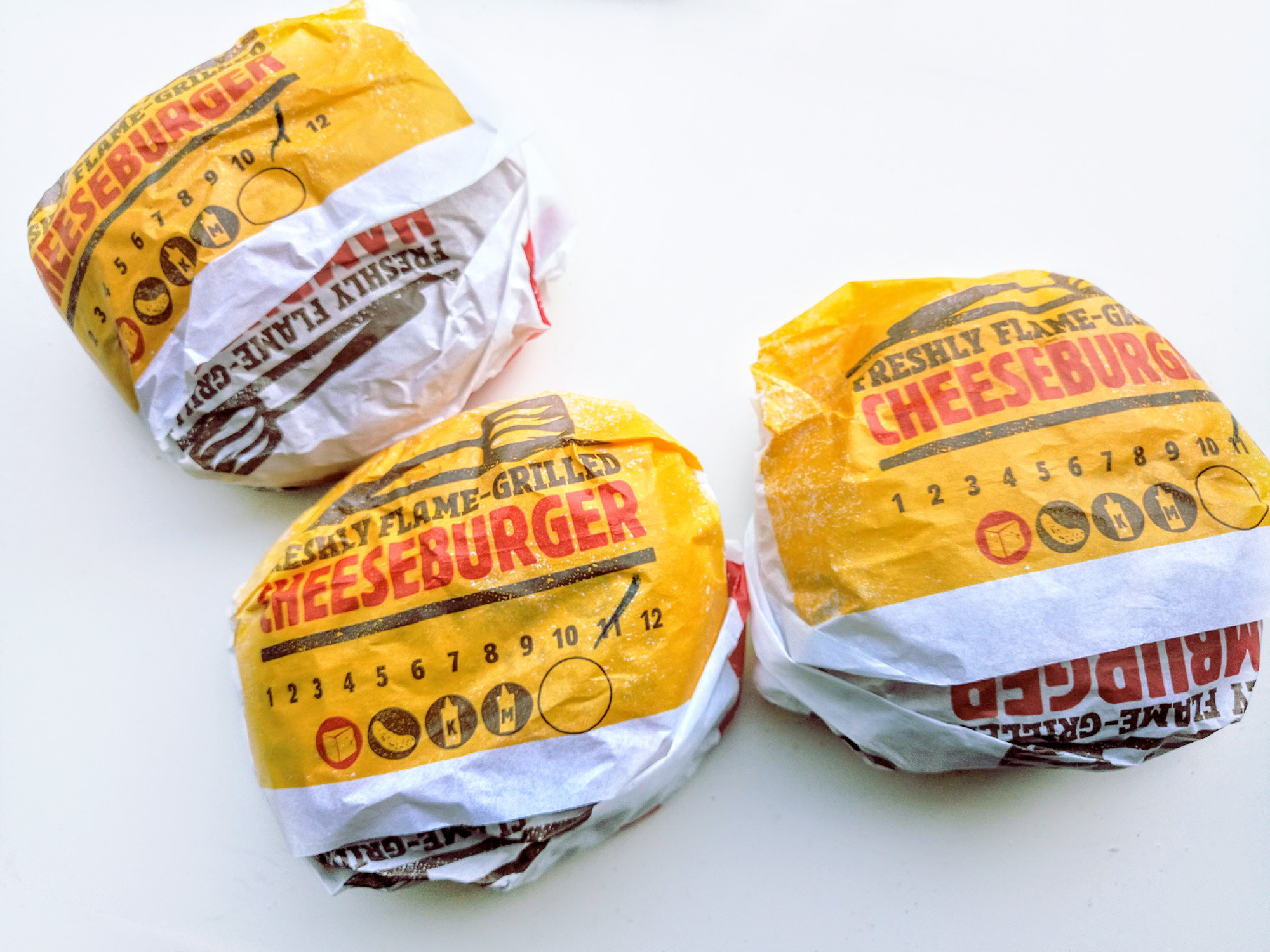
Hamburger pho mát của Burger King

Thực đơn Burger King đã mở rộng từ một dịch vụ cơ bản gồm bánh mì kẹp thịt, khoai tây chiên, sô-đa và sữa lắc sang một bộ sản phẩm lớn hơn và đa dạng hơn. Năm 1957, " Whopper " đã trở thành sự bổ sung lớn đầu tiên vào thực đơn và nó đã trở thành sản phẩm đặc trưng của Burger King kể từ đó. Ngược lại, BK đã giới thiệu nhiều sản phẩm thất bại trên thị trường. Một số trong những sản phẩm thất bại ở Hoa Kỳ lại thành công ở thị trường nước ngoài, nơi BK cũng đã điều chỉnh thực đơn của mình cho thị hiếu khu vực. Từ năm 2002 đến 2010, Burger King đã nhắm mục tiêu mạnh mẽ vào nhóm nhân khẩu nam 18-34 tuổi với các sản phẩm lớn hơn thường mang theo một lượng lớn chất béo không lành mạnh và chất béo chuyển hóa. Chiến thuật này cuối cùng đã làm hỏng nền tảng tài chính của công ty và tạo ra ảnh hưởng tiêu cực cho thu nhập của công ty. Bắt đầu từ năm 2011, công ty bắt đầu rời bỏ thực đơn hướng đến nam giới trước đây và giới thiệu các mục menu mới, cải cách sản phẩm và bao bì, như một phần trong kế hoạch tái cấu trúc của công ty 3G Capital của công ty. 
Tính đến ngày 31 tháng 12 năm 2018, Burger King đã báo cáo có 17.796 cửa hàng tại 100 quốc gia. Trong số đó, gần một nửa được đặt tại Hoa Kỳ và 99,7% thuộc tư nhân sở hữu và điều hành, với chủ sở hữu mới chuyển sang mô hình nhượng quyền gần như hoàn toàn vào năm 2013. BK trong lịch sử đã sử dụng một số biến thể của nhượng quyền thương mại để mở rộng hoạt động. Cách thức mà công ty cấp phép cho bên nhượng quyền của mình thay đổi tùy theo khu vực, với một số nhượng quyền thương mại khu vực, được gọi là nhượng quyền chính, chịu trách nhiệm bán giấy phép nhượng quyền thương mại thay mặt cho công ty. Mối quan hệ của Burger King với nhượng quyền thương mại không phải lúc nào cũng hài hòa. Những cuộc cãi vã không thường xuyên giữa hai bên đã gây ra nhiều vấn đề và trong một số trường hợp, mối quan hệ của công ty và người được cấp phép của công ty đã bị thoái hóa thành các vụ kiện tiền lệ ở tòa án. Nhượng quyền tại Úc Hungry Jack's là nhượng quyền thương mại duy nhất hoạt động dưới một tên khác, do tranh chấp thương hiệu và một loạt các vụ kiện pháp lý giữa hai bên.